# Габријел Салазар
Габријел Салазар Вергара (Сантјаго 31. јануар 1936. - ) је чилеански историчар. Познат је по својим студијама друштвене историје и тумачењима друштвених покрета, нарочито последњих студентских протеста 2006. и 2011-2012. године.
Студирао је историју, социологију и филозофију на Универсидад де Чиле. Био је члан револуционарног левичког покрета до 1973. године. Те године је био мучен у Вили Грималди од стране војске.

## 2011–2012 друштвени покрети
Салазар описује 2011-2012 чилеанске студентске протесте као наставак сукоба између народних покрета грађана и цивилних и војних диктатура. У октобру 2011. године, је водио кампању са циљем да одржи референдум.
У јуну 2012. године је изазвао да лидер протеста, Камила Ваљехо, треба напустити Комунистичку партију Чилеа.

## Награде
- 2006 – Чиленска награда за историју